# Гроснойхаузен
Гроснойхаузен (нем. Großneuhausen) — община в Германии, в земле Тюрингия. 
Входит в состав района Зёммерда. Подчиняется управлению Кёлледа.  Население составляет 707 человек (на 31 декабря 2010 года). Занимает площадь 11,87 км².